# Frans Corneel D'Haeyer
Frans Corneel D'Haeyer, de geboorteakte vermeldt Franciscus Cornelius D'haeyer (Antwerpen, 10 februari 1889 – aldaar 28 mei 1971) was een Belgisch componist.

## Biografie
Hij was zoon van kantoorbediende Ludovicua Franciscus D'haeyer en Elisabeth Mortelmans.
Zijn muzikale opleiding vond plaats aan de Koninklijk Vlaams Conservatorium Antwerpen. Zijn docenten aldaar waren Flor Alpaerts, Albert De Schacht, Florent Tillemans en Peter Saenen. Hij besloot die studie af te kappen en te gaan leren voor onderwijzer aan de rijksnormaalschool in Gent. Hij studeerde er in 1910 af. Hij begon daarna met lesgeven aan Antwerpse scholen, maar pakte de draad op in het bestuderen van muziek. Hij ging in de leer bij Karel Candael (harmonieleer, contrapunt en fuga), Heinrich Zöllner en Paul Gilson (vormleer, orkestratie). Hij nam zonder te winnen deel aan de Prix de Rome in 1915 en 1919. Als vervolg op zijn onderwijzerschap begon hij in 1926 aan de functie van directeur van de muziekacademie in Hoboken. In die stad promootte hij ook het culturele leven, zoals in de functie van dirigent van het mannenkoor Lassallekring (1936-1945). In 1948, 1949 en 1951 was hij enige tijd waarnemend docent harmonieleer aan conservatorium waar hijzelf aan gestudeerd had. Belangrijkste werk was Het daghet in den oosten uit 1940, dat in 1954 verplicht werk was in de vaandelafdeling van het Wereldmuziekconcours in Kerkrade, de componist, aangekondigd als François D'Heayer, kwam daartoe destijds speciaal naar Nederland.
Onder zijn leerlingen bevonden zich Ivo Ceulemans (tevens D'Haeyers opvolger in Hoboken) en Marcel Mattheessens.

## Werk
Een groot deel van zijn composities kwam tot stand nadat Camille Huysmans, na een opdracht voor liederen, hem weer op het muziekspoor had gezet, meestentijds in de impressionistische stijl:
- Avondzang (1911, voor hoorn en orkest)
- Feestmarsch
- Drie akwarellen van de heide (voor orkest)
- Romance (voor viool en orkest)
- Concertstuk (voor trompet en piano)
- Poeme (1927, voor hobo en orkest)
- Tijl Uilenspiegel (1919)
- Lied (voor Engelse hoorn en piano)
- Werken voor harmonieorkest: Het daghet in den oosten (1940), Fantasie op Schotse volksmotieven (1945), Kempische rapsodie (1958) en Vrolijke optocht, Oude Vleemse volksmelodietjes gearrangeerd voor harmonieokrest.
- Kinderliederen, zoals Ik ben zo blij, Jo Heise; Slaapliedje, In de tuin etc.
- Liederen
- koorwerken (Credo, Vlaanderen, etc.)

- International Standard Name Identifier: 0000 0000 3088 7002
- Library of Congress Control Number: n88605734
- MusicBrainz: b4ace58b-2692-419c-b9af-38a37a9c33fe
- Nederlandse Thesaurus van Auteursnamen: 287954226
- Virtual International Authority File: 31109108
- WorldCat: E39PBJpDMyhj8frBT8778XdxXd